# М'ясникова Варвара Сергіївна
Варвара Сергіївна М'ясникова (22 вересня (5 жовтня) 1900 , Санкт-Петербург  — 25 квітня 1978 , Москва ) — радянська акторка театру і кіно, заслужена артистка РРФСР (1935).

## Життєпис
Варвара М'ясникова народилася 22 вересня (5 жовтня 1900) у Петербурзі.
Після закінчення жіночої гімназії в 1918 році працювала інструкторкою-операторкою Наркомпросу. Закінчила Інститут живого слова в 1922 році. У 1922 — 1925 роках — акторка Експериментального театру, потім — Ленінградського Великого драматичного театру ім. М. Горького, з 1928 року — знімалася на кіностудії «Ленфільм» та інших радянських студій. Підробляла викладачкою художнього читання у ШРМ школі робітничої молоді.
З 1949 до 1959 року працювала в Театрі-студії кіноактора та на кіностудії Мосфільм.
У шлюбі з кінорежисером Сергія Васильєва народила дочку Варвару, пізніше розлучилася.
Похована на Серафимівському цвинтарі Санкт-Петербурга.

## Фільмографія

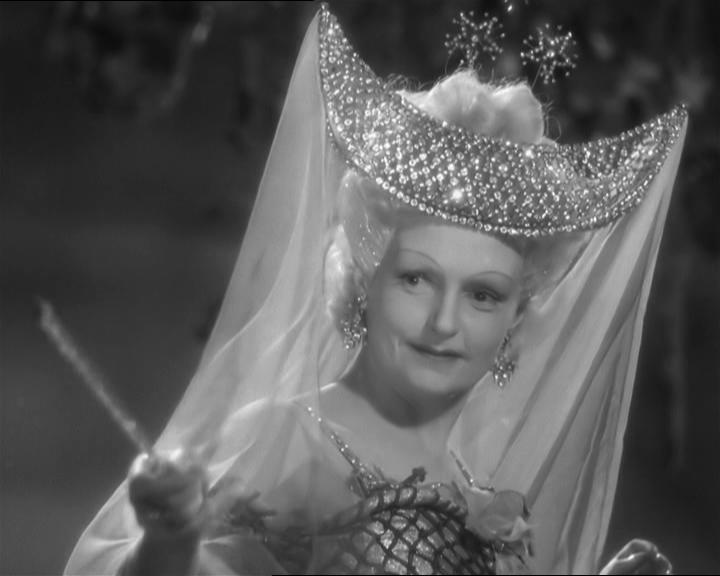
У ролі Феї у дитячому фільмі «Попелюшка» (1947)

- 1928 — Інженер Єлагін
- 1928 — Паризький швець
- 1929 — Людина з портфелем
- 1930 — Лягавий
- 1930 — Наші дівчата — Шура
- 1930 — Спляча красуня — Віра, революціонерка
- 1932 — Особиста справа — Ганна Штукова
- 1932 — Три солдати — Варя, працівниця ревкому
- 1934 — Чапаєв — Анка-кулеметниця
- 1937 — Волочаєвські дні — Маша
- 1942 — Оборона Царіцина — Катя Давидова
- 1947 — Попелюшка — Фея
- 1949 — У них є Батьківщина — жінка на аеродромі
- 1957 — Круті сходи — мати Євгена Наріжного
- 1958 — Капітанська дочка — мати Гриньова
- 1959 — Му-му — Любимівна

## Озвучування мультфільмів
- 1951 — Серце сміливого

## Нагороди та звання
- Медаль «За трудову доблесть» (6 березня 1950) — за видатні заслуги у розвитку радянської кінематографії, у зв'язку з 30-річчям[3] .
- Заслужена артистка РРФСР (1935).